# Melithaea stormii
Melithaea stormii is een zachte koraalsoort uit de familie Melithaeidae. De koraalsoort komt uit het geslacht Melithaea. Melithaea stormii werd in 1895 voor het eerst wetenschappelijk beschreven door Studer. 